# کورتنی بارنت
کورتنی ملبا بارنت (زادهٔ ۳ نوامبر ۱۹۸۷) خواننده، ترانه‌سرا و موسیقی‌دان استرالیایی است. او به خاطر سبک خوانندگی و اشعار شوخ و پر سر و صدایش شناخته می‌شود.
کورتنی ملبا بارنت در ۳ نوامبر ۱۹۸۷ در سیدنی به دنیا آمد او نام میانی خود را از نلی ملبا خواننده اپرا گرفته‌است. او در منطقه سواحل شمالی سیدنی بزرگ شد. مادرش بالرین بود. وقتی او ۱۶ ساله بود، خانواده اش به هوبارت نقل مکان کردند. او در مدرسه کالج سنت مایکل و مدرسه هنر تاسمانی تحصیل کرد. او که با گوش دادن به گروه‌های آمریکایی بزرگ شد، خواننده و ترانه‌سرای استرالیایی دارن هانلون و دن کلی الهام بخش او برای شروع به نوشتن ترانه بودند.

## دیسکوگرافی
- گاهی می‌نشینم و فکر می‌کنم، و گاهی فقط می‌نشینم (۲۰۱۵)
- Lotta Sea Lice (2017، با کرت وایل)
- به من بگو واقعاً چه احساسی داری (۲۰۱۸)
- چیزها زمان می‌برند، زمان می‌برند (۲۰۲۱)